# Korongvilág
A Korongvilág (eredetiben: Discworld) Terry Pratchett brit író legnagyobb terjedelmű regényfolyama és egyben annak helyszíne. Műfaját tekintve fantasyparódia, sokszor komoly témák szatírája. Némelyik könyvből készült már képregény, rádiójáték és számítógépes (PC és konzol) játék is, és három tévéfilm-feldolgozás: Terry Pratchett's Hogfather (Varázsapu) címen 2006-ban, The Colour of Magic (A mágia színe) címen 2008-ban, és a Going Postal (A Postamester) 2010-ben.

## A Korongvilág szerkezete
A Korongot négy elefánt tartja, Berilia, Tubul, Nagy T'Phon és Jerakeen, amelyek a világteknős, a nagy A’Tuin hátán állnak, ami a világűrben halad ismeretlen irányba. A Korong középpontjában a Tengely, a szélén a Peremcsobaj található. Aki túlsétál a Peremen, az kizuhan a világűrbe. A világ aprócska napja és holdja a Korong körül kering. A Korong hatalmas mágikus mezeje miatt a fény lassabban terjed, mint a hang.
Az irányokat a következőképp határozzák meg:
- tengelyiránt
- peremiránt
- forgásiránt
- forgásellen-iránt

## A Korongvilág visszatérő figurái
(A magyar nevek használata nehézkes a többféle fordításból eredő következetlenségek miatt)
Varázslók:
A Láthatatlan Egyetem varázslóképző tanárai és munkatársai. Leginkább enni és dohányozni szeretnek, idejüket főként e két elfoglaltság teszi ki. Imádják a dúsan és ízléstelenül díszített köpenyeket és csúcsos kalapokat. A szextől és általában a nőktől a varázslók el vannak tiltva, a hivatalos verzió szerint azért, mert a szex rontja a mágikus képességeket. Valójában a varázslók nyolcadik gyereke mindig bűbájos lesz, a mágiát ösztönösen használó ember, aki egyetemi képzettség nélkül nagy kárt okozhat a világnak [lásd: Bűbájos bajok].
- Széltoló (Rincewind) kibukott varázslótanonc. Egy diákcsíny során egy nagyhatalmú varázsige költözött a fejébe, amelyik mellé egyetlen más igének sem volt bátorsága betelepedni, de Széltoló azután sem vált képzett varázslóvá, hogy megszabadult a varázsigétől. Ennek ellenére megtűrik az Egyetemen, mert szállásért és kosztért, meg némi szénért cserébe nem szívesen, de elvégez olyan veszélyes munkákat, amiket senki más nem vállal. Utálja ezeket a kalandokat, és minden vágya az unalmas élet. Mivel a hétköznapi ember tisztelettel és óvatosan kezeli a varázslókat, és mert Széltoló nyilvánvalóan nem az, ruházata a lehető legvarázslósabb: tele van díszítőszálakkal, gyöngyökkel, bojtokkal, flitterekkel, a kalapjára pedig nagy betűkkel rá van hímezve: Varaszlo. Egy darabig a könyvtáros segédje, majd a Szokatlan és Kegyetlen Földrajz professzora lesz. Kivételesen jó nyelvérzéke van, a Korongvilág legtöbb nyelvén megérteti magát. A veszélyes és reménytelen helyzetekből való menekülés nagymestere.
- A Könyvtáros (The Librarian, eredetileg Dr. Horace Worblehat) a Láthatatlan Egyetem nélkülözhetetlen orangután-könyvtárosa; nem szereti, ha emberszabású helyett majomnak nevezik. Egy mágikus robbanás változtatta orángutánná, majd az állati léttel együttjáró testi erő és egyéb pozitívumok miatt az is maradt. Mondanivalóját az „úúk” szó variánsaival közli; ezt a nyelvet a varázslók többé-kevésbé, Széltoló pedig teljesen jól érti.
- Mustrum Maphlaves Arkrektor (Rettentheő Mustrum – Mustrum Ridcully Archchancellor), a Láthatatlan Egyetem jelenlegi Arkrektora, és mint ilyen, a varázslóvilág legfőbb embere. Ez a hivatal sok veszéllyel jár, mivel az arkrektori poszt gyakran gyilkosság útján öröklődik. Maphlaves az eddigi legkeményebb arkrektor: erőszakos, magabiztos, kedvenc fegyvere a számszeríj. A varázslók morogva, de követik, mert nem tanácsos szembeszállni vele.
- A kincstárnok (A pénztárnok – The Bursar) intézi az Egyetem pénzügyeit. Szenilis vénember, aki szertefutó gondolatait csak szárított varangypirulával tudja egyben tartani. Néha túladagolja az orvosságát, aminek skizofréniás tüneteivel a többi varázslónak kell megbirkóznia. Leginkább a számok világában érzi otthon magát, ezért is ő a Kincstárnok. Igazi neve A. A. Dinwiddie (szerinte Ó-val írva) [Dr. Dilidombi A. A. (hosszú é-vel)].

Boszorkányok:
A Korongvilág-regények boszorkány-szereplői Lancre királyságban laknak. A vidéki emberek életét nehezítik, és persze segítenek is nekik, főleg sebeiket gyógyítják. Ha feladataik a falun túlra szólítják őket, repülő seprűn közlekednek.
- Mállottviksz [Eszmeralda] néne (Wiharvész Anyó – Granny Weatherwax), aki a boszorkányok elismert vezetője lehetne, ha a boszorkányok elismernének vezetőket maguk felett. A három (néha két) Lancre-ben élő boszorkány egyike. Nagy tudású, öreg, keserű asszony, aki úgy cipeli magán a boszorkányságot, mint egy nehéz, régi kabátot, amit azért kicsit meg is lehet szeretni. Ki tud lépni a testéből, hogy állatok tudatába bújva azok szemén át lássa a világot. Ilyenkor igazi teste öntudatlanul hever kunyhójában az ágyon, a mellén egy cédula: „Nem hóttam meg”.
- Ogg [Gitta] ángyi (Ogg nagyi – Nanny Ogg): Mállottviksz néne barátnője. Ő is boszorkány, csak sokkal jobban élvezi. Vidám természetű néni sok gyerekkel és unokával. Idős kora ellenére is tele van mocskos gondolatokkal, melyek többsége a szexszel kapcsolatos. Mállottviksz nénével igazán szeretik egymást, de ezt egyikük sem mondja ki szívesen, főleg nem Néne. Csipkelődő hangulatban dolgoznak együtt évtizedek óta.

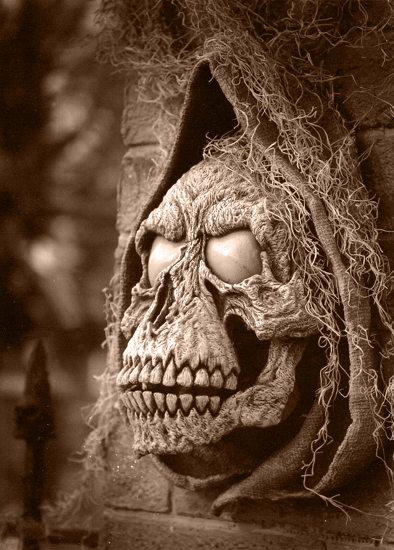
A Halál

- Magrat Beléndek (Póré Magrat – Magrat Garlick) a legfiatalabb boszorkány, akinek lelkében sok sérülést okoztak idősebb kolléganői. Kevés ideig boszorkánykodott, azt is ügyetlenül, és tele bűntudattal. Végül férjhez ment Verenc királyhoz, ezzel kilépett a boszorkányhármasból.

A városőrség:
Ankh-Morpork városának kutyaütő éjszakai őrsége, ami később korszerű, hatékony rendőrséggé növi ki magát.
- Vinkó Szilárd kapitány, majd parancsnok (Samuel Kadar – Samuel Vimes). Megvesztegethetetlen, született zsaru, mindig szolgálatban. Cinikus, realista és gyógyult alkoholista, aki a mai napig egy üveg whiskyt tart az íróasztala fiókjában, „folyamatos tesztként”. A Cockbill Streeten született, Ankh-Morpork legszegényebb környékén, ami annyira szegény volt, hogy alig volt bűnözés, ennek ellenére fiatalon csatlakozott egy utcai bandához. Apja Thomas Vimes, akit soha nem ismert, de utalások vannak rá, hogy ő is az őrség tagja volt. A Vimes család rendőri múltja évszázadokra nyúlik vissza, egyik őse, „Old Stoneface” Vimes 300 évvel korábban saját kezűleg fejezte le Ankh-Morpork utolsó királyát, aki bár szadista volt, de „nagyon kedves a gyerekekhez”. Tette miatt az egyébként nemesi gyökerű Vimes család közmegvetés tárgyává vált, ez lehet az egyik oka, hogy Sam ellenállhatatlan megvetést érez az arisztokrácia iránt. Tizenhat éves korában csatlakozik az Éjszakai Őrséghez, ahol később kapitányi rangig emelkedik. Első könyvbeli megjelenésekor, az Őrség, Őrség idején az Éjszakai Őrség egy mindenki által lenézett, körülbelül a tanárok céhéhez hasonló megítélésű szervezet, amelynek rajta kívül csak kettő, majd Carott csatlakozásakor három tagja van.
- Carott csatlakozása után az őrség és Vimes személyes sorsa is éles fordulatot vesz, miután legyőznek egy megidézett sárkányt, ami porig égette az őrszobájukat. Vimes eközben ismerkedik meg későbbi feleségével, a mocsári sárkányokat tenyésztő főnemessel, Lady Sybil Ramkinnel (Lady Koshfy Sybil - Lady Sybil Juhossy), aki az őrség rendelkezésére bocsátja gyermekkori otthonát a Pseudopolis Yardon. A sors fintora, hogy a plebejusi beállítottságát önmaga egyik legfőbb meghatározójának tartó Vimes a házasság révén a leggazdagabb ankh-morproki család tagjává és egyben főrenddé válik. Később megkapja a hercegi címet is és minden ellenkezése ellen diplomataként is képviseli Ankh-Morporkot. Mindennek ellenére a lelke mélyén örökké zsaru marad, aki rendkívül büszke rá, hogy irányítása alatt egy az őrség a város egyik legjobban szervezett egységévé válik, ami a soraiban tudhat egy vérfarkast és egy vámpírt is (mindkettő nő), törpéket, trollokat, gólemeket, egy Igort, egy zombit és egy gargoyle-t is. Számos őrszobát telepít a város különböző pontjaira, létrehoz egy rendőrakadémiát és helyszínelő egységet. Kiemelkedő tettei közé tartozik, hogy letartóztatja a patríciust, illetve a Jingo című (magyarul Hazafiak) regényben két egymással megütközni készülő hadsereget, ezzel megakadályoz egy értelmetlen háborút. Titokban büszke rá, hogy a Korongon a rendőröket Sammy-knek hívják és az Ankh-Morporkban kiképzett zsaruk mindenütt komoly megbecsültségnek örvendenek.
- A Night Watch (magyarul Éjjeli őrjárat) című regényben visszakerül a múltba, ahol találkozik az őrséghez frissen csatlakozott ifjúkori önmagával. Amellett, hogy saját mentora lesz, felkészítve a fiatal Samet a jövőre és a túlélésre, átveszi saját egykori kiképzője, az ezen az idővonalon meggyilkolt John Keel szerepét és győzelemre vezeti a városban kirobbant forradalmat is. Személyisége, a kemény külső és a cinizmus mellett egy örök idealista lelket takar, egy olyan emberét, aki mélységesen szereti városát és rendíthetetlenül hisz az igazságban. Tökéletesen ismeri Ankh-Morporkot, amelyben szó szerint behunyt szemmel is képes tájékozódni, mivel csizmája vékony talpán keresztül az utcakövekből mindig meg tudja állapítani, hogy merre jár. Sokban hasonlít Mállotviksz nénére, mivel mindketten állandó és nagyon kemény küzdelmet vívnak a saját sötét oldalukkal. Kora nem tisztázott, a regények alapján 41–51 között lehet, az Éjjeli Őrjárat című regény alapján egyidős lehet a patríciussal. Házasságából egy fia születik, az ifjú Sam. A gyermeket imádja és jó apja akar lenni, ezért minden délután – függetlenül attól, hogy mi történik – pontosan hatkor felolvas a gyereknek a kedvenc könyvéből (Where is my cow?), közben természetesen a könyvben szereplő állatok hangját is utánozza.
- Bendő Frédi őrmester (Fred Kolon – Fred Colon). Pletykás, kövér, lusta egykori katona, de a város minden zugát ismeri. Lévén éjszakai őr, feleségével csak írásban találkozik.
- Karott Vasöntőfi káplár, majd kapitány (Murok Vasolvasztárfi, Carott Ironfounderson). Törpék közt felnőtt hatalmas darab ember. Rendkívüli kötelességtudattal és karizmával rendelkezik, amit kemény öklökkel egészít ki. Valószínűleg ő Ankh-Morpork jogos trónörököse, de nem vállalja.
- Göcsört Görcsi káplár (Nobby Nobbs). Mély növésű, nyüzüge, de meglehetősen tapasztalt katona. Fegyver- és kleptomániás, akit Vinkó szerint kizártak az emberi fajból sunnyogásért, jóllehet papírja is van ember mivoltáról.

További szereplők:
- Kétvirág (Twoflower), a Korongvilág első és egyetlen turistája. Utazóbőröndje értelmesen viselkedik és Poggyász névre hallgat.
- Poggyász (Luggage) roppant veszélyes, sok száz pici lábon haladó utazóláda, amit tudákos körtefából faragtak, így mágikus tulajdonságai vannak. Gazdáját bárhová követi, sem a tér-, sem az időbeli távolság nem tartja vissza. Belseje más dimenziókra nyílik, hol az van benne, amit a gazdája beletett, hol tisztára mosott ruhák és egyéb hasznos dolgok. Akiket pedig dühében vagy önmaga és gazdája védelmében elnyel, azok örökre eltűnnek. Az első két regényben Kétvirág tulajdona, aki a második rész végén ajándékozza Széltolónak.
- A Halál (The Death) egyidős Koronggal, és látni fogja annak utolsó napját is. A varázslók – hivatásukból adódóan – mindig láthatják és hallhatják őt, de ezt szeretik elkerülni. Szereti a macskákat és a virágokat, és van egy fogadott lánya és unokája is.
- Lord Vetinari, Ankh-Morpork Patríciusa (Lord Kozimo Lodoci – Lord Havelock Vetinari). Ő az ikerváros eddigi legtehetségesebb vezetője, aki képes volt még a bűnözést is szabályozni.

## Korongvilág-regények
| N°  | Javasolt olvasási sorrend al-sorozatonként | Cím                                             | Eredeti cím                                  | Kiadva | Szereplők                                                 | Utalások és motívumok |
| --- | ------------------------------------------ | ----------------------------------------------- | -------------------------------------------- | ------ | --------------------------------------------------------- | --- |
| 1.  | 10                                         | A mágia színe                                   | The Colour of Magic                          | 1983   | Széltoló                                                  | Fantasy klisék, H. P. Lovecraft, turizmus, biztosítás, Dungeons & Dragons                                                                                         |
| 2.  | 11                                         | A mágia fénye                                   | The Light Fantastic                          | 1986   | Széltoló                                                  | turizmus, apokalipszis, Conan, a barbár |
| 3.  | 20                                         | Egyenjogú rítusok                               | Equal Rites                                  | 1987   | Boszorkányok, varázslók                                   | Feminizmus, kvantummechanika |
| 4.  | 40                                         | Mort (A Halál kisinasa)                         | Mort                                         | 1987   | Halál                                                     | A halál és megszemélyesítése, szakmunkásképzés |
| 5.  | 12                                         | Bűbájos bajok                                   | Sourcery                                     | 1988   | Széltoló, Varázslók                                       | Apokalipszis, Kubla kán, Aladdin, Az Ezeregyéjszaka meséi |
| 6.  | 21                                         | Vészbanyák                                      | Wyrd Sisters                                 | 1988   | Boszorkányok                                              | Shakespeare (különösen Macbeth és Hamlet), a Globe Színház, Csipkerózsika                                                                                         |
| 7.  | 60                                         | Piramisok                                       | Pyramids                                     | 1989   | Orgyilkos céh, vegyes                                     | Egyiptomi mitológia, kvantumfizika, ógörög filozófia (különösen Zénón paradoxonjai)                                                                               |
| 8.  | 30                                         | Őrség! Őrség!                                   | Guards! Guards!                              | 1989   | Városőrség                                                | Sárkányok, titkos társaságok, arisztokrácia, krimik |
| 9.  | 13                                         | Faust Erik                                      | Faust Eric                                   | 1990   | Széltoló                                                  | Faust, aztékok, Az ifjúság forrása, Homérosz Iliasza és Odüsszeia, kreacionizmus, Dante Isteni színjátéka, pokol, bürokrácia                                      |
| 10. | 70                                         | Mozgó képek                                     | Moving Pictures                              | 1990   | Vegyes, varázslók                                         | korai Hollywood, Cthulhu mítosz, hírességek, King Kong, Elfújta a szél, Oscar-díj                                                                                 |
| 11. | 41                                         | A kaszás                                        | Reaper Man                                   | 1991   | Halál, varázslók                                          | Halál, földönkívüli inváziós sci-fik, életerő, Westernfilmek, élőholtak, polgárjogi mozgalmak, médiumok, fogyasztói társadalom, városfejlődés, bevásárlóközpontok |
| 12. | 22                                         | Vége a mesének                                  | Witches Abroad                               | 1991   | Boszorkányok                                              | Oz, a nagy varázsló, tündérmesék, Tolkien A hobbitja, Vudu, turizmus, eszperantó                                                                                  |
| 13. | 62                                         | Kisistenek                                      | Small Gods                                   | 1992   | Vegyes, Om                                                | Ábrahámi vallások, hit és egyház, a Spanyol inkvizíció (Nietzschére való utalásokkal), görög filozófia, Arkhimédész, Alexandriai nagy könyvtár                    |
| 14. | 23                                         | Hölgyek és Urak                                 | Lords and Ladies                             | 1992   | Boszorkányok, varázslók                                   | Shakespeare (különösen Szentivánéji álom), gabonakörök, tündérmesék, néptánc                                                                                      |
| 15. | 32                                         | Fegyvertársak                                   | Men at Arms                                  | 1993   | Városőrség                                                | Krimik, fegyvertartás, rasszizmus |
| 16. | 42                                         | Gördülő kövek                                   | Soul Music                                   | 1994   | Halál                                                     | Zene, Rockzene, Rock and roll, Család, Buddy Holly, Cliff Richard                                                                                                 |
| 17. | 15                                         | Érdekes idők                                    | Interesting Times                            | 1994   | Széltoló, varázslók                                       | Birodalmi Kína, Maoizmus, káoszelmélet |
| 18. | 24                                         | Maszkabál                                       | Maskerade                                    | 1995   | Boszorkányok                                              | Opera, Az Operaház Fantomja |
| 19. | 33                                         | Agyaglábak                                      | Feet of Clay                                 | 1996   | Városőrség                                                | Gólemek természete, szabadságjogok |
| 20. | 43                                         | Vadkanapó                                       | Hogfather                                    | 1996   | Halál, Zsuzsa, varázslók, Vadkanapó, Fogtündér, Revizorok | Télapó, Fogtündér |
| 21. | 34                                         | Hazafiak                                        | Jingo                                        | 1997   | Városőrség                                                | Az arab és a nyugati világ konfliktusa |
| 22. | 16                                         | Kallódó kontinens                               | The Last Continent                           | 1998   | Széltoló, varázslók                                       | Ausztrália |
| 23. | 26                                         | Carpe Jugulum                                   | Carpe Jugulum                                | 1998   | Boszorkányok                                              | Vámpírosdi |
| 24. | 35                                         | Az ötödik elefánt                               | The Fifth Elephant                           | 1999   | Városőrség, vámpírok, vérfarkasok                         | Hagyományok, politika |
| 25. | 71                                         | Az igazság                                      | The Truth                                    | 2000   | Városőrség                                                | Újságírás |
| 26. | 44                                         | Időtolvaj                                       | Thief of Time                                | 2001   | Halál, Zsuzsa, Ogg Nagyi, revizorok                       | Kvantumelmélet |
| 27. | 17                                         | Az utolsó hős                                   | The Last Hero                                | 2001   | Széltoló, varázslók, istenek, Cohen és az ezüsthorda      | Hősök és legendák, űrutazás |
| 28. | 99                                         | Fantasztikus Maurícius és az ő tanult rágcsálói | The Amazing Maurice and his Educated Rodents | 2001   |                                                           | |
| 29. | 36                                         | Éjjeli őrjárat                                  | Night Watch                                  | 2002   | Városőrség                                                | Utcai forradalom, időutazás, időparadoxon |
| 30. | 50                                         | Csip-csap népek                                 | The Wee Free Men                             | 2003   | Sajogi Stefánia és a nac mac fíglik                       | |
| 31. | 72                                         | Rémes regiment                                  | Monstrous Regiment                           | 2003   |                                                           | |
| 32. | 51                                         | Égből szőtt kalap                               | A Hat Full of Sky                            | 2004   | Sajogi Stefánia és a nac mac fíglik                       | |
| 33. | 73                                         | Postabaj                                        | Going Postal                                 | 2004   | Nyirkos von Falshbays                                     | posta, levelek, távírók, gólemek, kis és nagystílű csalók, nagyvállalatok                                                                                         |
| 34. | 37                                         | Baff!                                           | Thud!                                        | 2005   | Városőrség                                                | Rasszizmus, valláson belüli ortodox-reformista irányzatok, ill. vallási kisebbségek és a többség konfliktusa                                                      |
| 35. | 52                                         | Télkovács                                       | Wintersmith                                  | 2006   | Sajogi Stefánia                                           | |
| 36. | 74                                         |                                                 | Making Money                                 | 2007   |                                                           | |
| 37. | 19                                         | Láthatatlan Akadémikusok                        | Unseen Academicals                           | 2009   | Varázslók                                                 | |
| 38. | 53                                         | Akkor majd éjfélt viselek                       | I Shall Wear Midnight                        | 2010   | Sajogi Stefánia                                           | |
| 39. | 39                                         |                                                 | Snuff                                        | 2011   |                                                           | |
| 40. | 75                                         |                                                 | Raising Steam                                | 2013   |                                                           | |
| 41. | 54                                         | Pásztorok koronája                              | The Shepherd's Crown                         | 2015   | Sajogi Stefánia                                           | |

## Magyarul
- A mágia színe. Az első Korongvilág regény; ford. Kornya Zsolt, Nemes István; Pendragon, Budapest, 1992
- Mort, a halál kisinasa. Fantasy regény; ford. Sohár Anikó; Cherubion, Debrecen, 1998 (Osiris könyvek)
- A mágia fénye. Fantasy regény; ford. Sohár Anikó, Nemes István; Cherubion, Debrecen, 1998 (Osiris könyvek)
- Egyenjogú rítusok. Fantasy regény; ford. Sohár Anikó; Cherubion, Debrecen, 1999 (Osiris könyvek)
- Bűbájos bajok. Nagy bajban a Korongvilág. Fantasy regény; ford. Sohár Anikó; Cherubion, Debrecen, 1999 (Osiris könyvek)
- Vészbanyák. Hatodik Korongvilág-regény; ford. Sohár Anikó; Cherubion, Debrecen, 2000 (Osiris könyvek)
- Egyenjogú rítusok; ford. Farkas Veronika; Delta Vision, Budapest, 2010 (Korongvilág sorozat)
- Vészbanyák; ford. Farkas Veronika; Delta Vision, Budapest, 2011 (Korongvilág sorozat)
- Mort. Történet a Korongvilágról; ford. Farkas Veronika; Delta Vision, Budapest, 2013 (Korongvilág sorozat)
- Télkovács. Történet a Korongvilágról; ford. Farkas Veronika; Delta Vision, Budapest, 2017 (Korongvilág sorozat)
- Mozgó képek. Történet a Korongvilágról; ford. Farkas Veronika; Delta Vision, Budapest, 2019
- Akkor majd éjfélt viselek. Történet a Korongvilágról; ford. Farkas Veronika; Delta Vision, Budapest, 2019
- Rémes regiment. Történet a Korongvilágról; ford. Járdán Csaba; Delta Vision, Budapest, 2019 (Korongvilág sorozat)
- Bűbájos bajok. Történet a Korongvilágról; ford. Farkas Veronika; Delta Vision, Budapest, 2020
- Faust. Erik. Történet a Korongvilágról; ford. Farkas Veronika; Delta Vision, Budapest, 2021
- Pásztorok koronája; ford. Farkas Veronika; Delta Vision, Budapest, 2021 (Korongvilág sorozat)
- A mágia fénye. Történet a Korongvilágról; ford. Farkas Veronika; Delta Vision, Bp., 2022
- Postabaj. Történet a korongvilágról; ford. Járdán Csaba, Tarján Eszter; Delta Vision, Bp., 2022 (Korongvilág sorozat)
- Láthatatlan akadémikusok. Történet a korongvilágról; ford. Farkas Veronika; Delta Vision, Bp., 2023
- Pénzcsináló. Történet a korongvilágról; ford. Farkas Veronika; Delta Vision, Bp., 2023 (Korongvilág sorozat)